# Liodrosophila submarginalis
Liodrosophila submarginalis är en tvåvingeart som beskrevs av Toyohi Okada 1974. Liodrosophila submarginalis ingår i släktet Liodrosophila och familjen daggflugor. Inga underarter finns listade i Catalogue of Life.